# Tsubasa Aoki
Tsubasa Aoki (青木 翼 Aoki Tsubasa?, nacido el 17 de noviembre de 1993 en Shizuoka) es un futbolista japonés que se desempeña como defensa.

## Trayectoria

### Clubes
| Club    | País  | Año    |
| ------- | ----- | ------ |
| FC Gifu | Japón | 2015 - |

## Estadística de carrera

### J. League
| Club    | Año   | J. League | J. League | Copa J. League | Copa J. League | Total | Total |
| Club    | Año   | Part.     | Goles     | Part.          | Goles          | Part. | Goles |
| ------- | ----- | --------- | --------- | -------------- | -------------- | ----- | ----- |
| FC Gifu | 2015  | 11        | 0         | -              | -              | 11    | 0     |
| FC Gifu | 2016  | 16        | 0         | -              | -              | 16    | 0     |
| FC Gifu | 2017  | 16        | 2         | -              | -              | 16    | 2     |
| Total   | Total | 43        | 2         | 0              | 0              | 43    | 2     |